# Clyde (Suriname)
Clyde, ook gespeld als Clijde, is een dorp en voormalige plantage in het district Coronie in Suriname. Het ligt aan de Oost-Westverbinding.

## Geschiedenis
Clyde werd in 1801 uitgegeven aan William White als plantage met het nummer 216. Het was een plantage van 500 akkers die later opgedeeld werd in twee percelen van elk 250 akkers. Van deze akkers is Clyde het westelijke en Novar het oostelijke deel. Op Clyde werkten 27 slaven. Het is niet duidelijk of White de grond heeft ontgonnen. Op de plantage werd katoen verbouwd. De plantage werd rond 1908/1909 verlaten; mogelijk bleven er nog wel mensen wonen.

## Kerk en school
Na het verzet of de opstand van Tata Colin in 1836 deden de planters te Coronie een beroep op de Evangelische Broedergemeente Suriname (EBGS) om de gemoederen te sussen. Dit leidde ertoe dat de EBGS in 1839 een perceel op Clyde toegewezen kreeg om een zendingspost op te zetten. Een jaar later vestigden zich hier de zendeling Jacobs met zijn vrouw. Vanuit het huis dat zij bouwden begonnen zij met een school. Ook werd er onder de naam Salem een kerkgemeente opgericht. Zowel de zendingspost als de school behoren begin 21e eeuw tot de grootsten van het district.

## Gebouwen
Er staan een aantal unieke gebouwen in het dorp waarvan er geen op de lijst van monumenten is terechtgekomen. Ze zijn begin 21e eeuw verwaarloosd. Het kerkgebouw is nog wel in goede staat (stand 2007).

## Galerij
| Clyde in 1998 |
| Clyde in 1998 |

A la bonne heure · Anna's Zorg · Akkerboom · Alliance · Alkmaar · Andresa · Auka · Andreesgift · Bantaskine · Barbados · Batavia · Beekenhorst · Belladrum · Bellevue · Belwaarde · Beninenburg · Berg en Dal · Bergen op Zoom · Berlijn (Commewijne) · Berlijn (Para) · Bethlehem · Boksweide · Boston · Botany Bay · Boxel · Bronswijk · Brouwerslust · Bruinendaal · Bucklebury · Buitenrust · Burnside · Cadrosspark · Caledonia · Campenburg · Cannewapibo · Catharina Sophia · Clevia  · Cliffort-Kokshoven · Clyde · Concordia · Concordia en een Kwart Lot · Courcabo · De Dageraad · De Goede Vriendschap · De Resolutie · De Vier Hendrikken · Diamond · Dijkveld · Domburg · Dordrecht · Eendragt · Elisabeth's Hoop · Ellen · L'Espérance (Nickerierivier) · L'Espérance (Surinamerivier) · Esthersrust · Fairfield · Fortuin · Flora · Florentia · Frederiksburg · Frederiksdorp · Frederikslust · Geertruidenberg · Geyersvlijt · Glensander · Gloria · Groot Chatillon · Groot Marseille · Guadeloupe · Hague · Hamburg · Hamilton · Hamptoncourt · Hannover · Hazard · Hebron · Hecht en Sterk · Hooyland · Hope · Houttuin · Huntly · Huwelijkszorg · Inverness · Jagtlust · Jodensavanne · Johan & Margaretha · Johanna Catharina · Johanna Maria · Johannesburg · John · Katwijk · Kent · Kerkshoven · Killenstein · Klein Bellevue · Kleinhoop · Krappahoek · Kroonenburg · Kwatta · La Jalousie · La Prosperité · La Rencontre · La Ressource (Saramacca) · La Ressource (Surinamerivier) · La Singularité · Laarwijk · Leasowes · Leliëndaal · Leonsberg · Livorno · Longmay · Lunenburg · Lust en Rust · Lustrijk · Maasstroom · Margarethenburg · Maria Petronella · Mariënbosch · Mariënburg · Margaretha's Gift · Mary's Hope · Meerzorg · Merveille · Moed en Kommer · Mon Bijou · Mon Souci · Mon Trésor · Monnikendam · Mopentibo · Morgenster · Moy · Nieuw Mocha · Nieuwzorg · Nieuwe Aanleg · De Nieuwe Grond · Nijd en Spijt · Novar · Nursery · Nut en Schadelijk · Onoribo · Onverwacht · Oranibo · Ornamibo · Overbrug · Overtoom 
· Oxford · Palestina · Paradise · Persévérance · Petersburg · Picardië · Peperpot · Pieterszorg · Plaisance · Poelwijk · Potosie · Purmerend · Reijnsdorp · Reijnsfort · Rijnberk · Roosenburg · Rorac · Rust en Werk · Rustenburg · Saltzhalen · Sans Souci · Saphir · Sarah · Sardam · Schaapstede · Schoonoord · Sinabo en Gelre · Sint Barbara · Sint Eustatius · Slootwijk · Sorgvliet · Spieringshoek · Standvastigheid · Suidwijn · Suzanna's Daal · Toevlugt (Surinamerivier) · Tout Lui Faut · Toledo · Totness · Tyronne · 't Vertrouwen · Victoria · Vierkinderen · Visserszorg · Voorburg · Voorzorg (Saramacca) · Vossenburg · Vredenburg · Vriendsbeleid en Ouderzorg · Vreeland · Waltonhall · Waldijk · Waterloo · Wederzorg · Welbedacht · Welgelegen (Commewijne) · Welgelegen (Coronie) · Welgevallen · Weltevreden · Wolffs Capoerica · Wolfenbüttel · 't Ylant · Zoelen · Zorg en Hoop (hout) · Zorg en Hoop (indigo) · Zorg en Hoop (katoen) · Zorg en Hoop (suiker)